# Storaxbaumgewächse
Die Storaxbaumgewächse (Styracaceae) sind eine Pflanzenfamilie aus der Ordnung der Heidekrautartigen (Ericales) innerhalb der Bedecktsamigen Pflanzen (Magnoliopsida). Sie besteht aus etwa elf Gattungen mit etwa 150 bis 180 Arten. Einige Arten werden als Zierpflanzen in Parks und Gärten verwendet. Einzelne Arten liefern Harze.

## Beschreibung

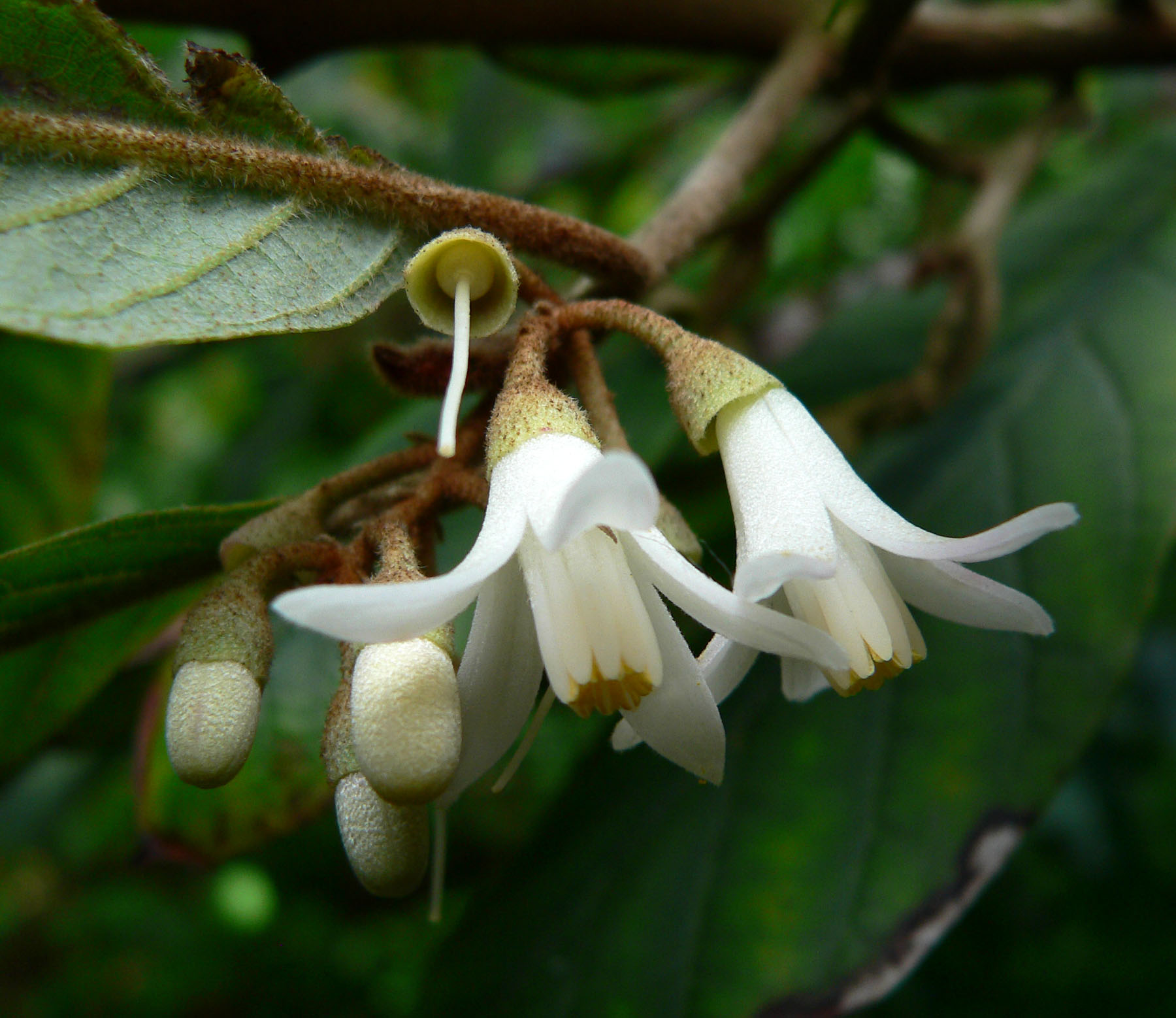
Die für die Familie typische Behaarung bei Styrax argenteus

### Vegetative Merkmale
Es sind durchwegs harzhaltige, verholzende Arten: Bäume und Sträucher. Sie sind meist laubabwerfend, selten immergrün. Die Blätter, jungen Zweige und Früchte der Storaxbaumgewächse sind fast immer mit mehrzelligen, komplexen, stern- oder schildförmigen Haaren (Trichome) besetzt, die verleiht ihnen oft einen typischen silbrigen oder bräunlichen Glanz.
Die wechselständig und spiralig an den Zweigen angeordneten Laubblätter sind in Blattstiel und Blattspreite gegliedert. Die ungeteilte (einfache) Blattspreite besitzt einen meist gesägten, seltener einfachen oder selten gelappten Rand. Die Stomata sind anomocytisch. Nebenblätter sind meist keine vorhanden oder sehr klein.

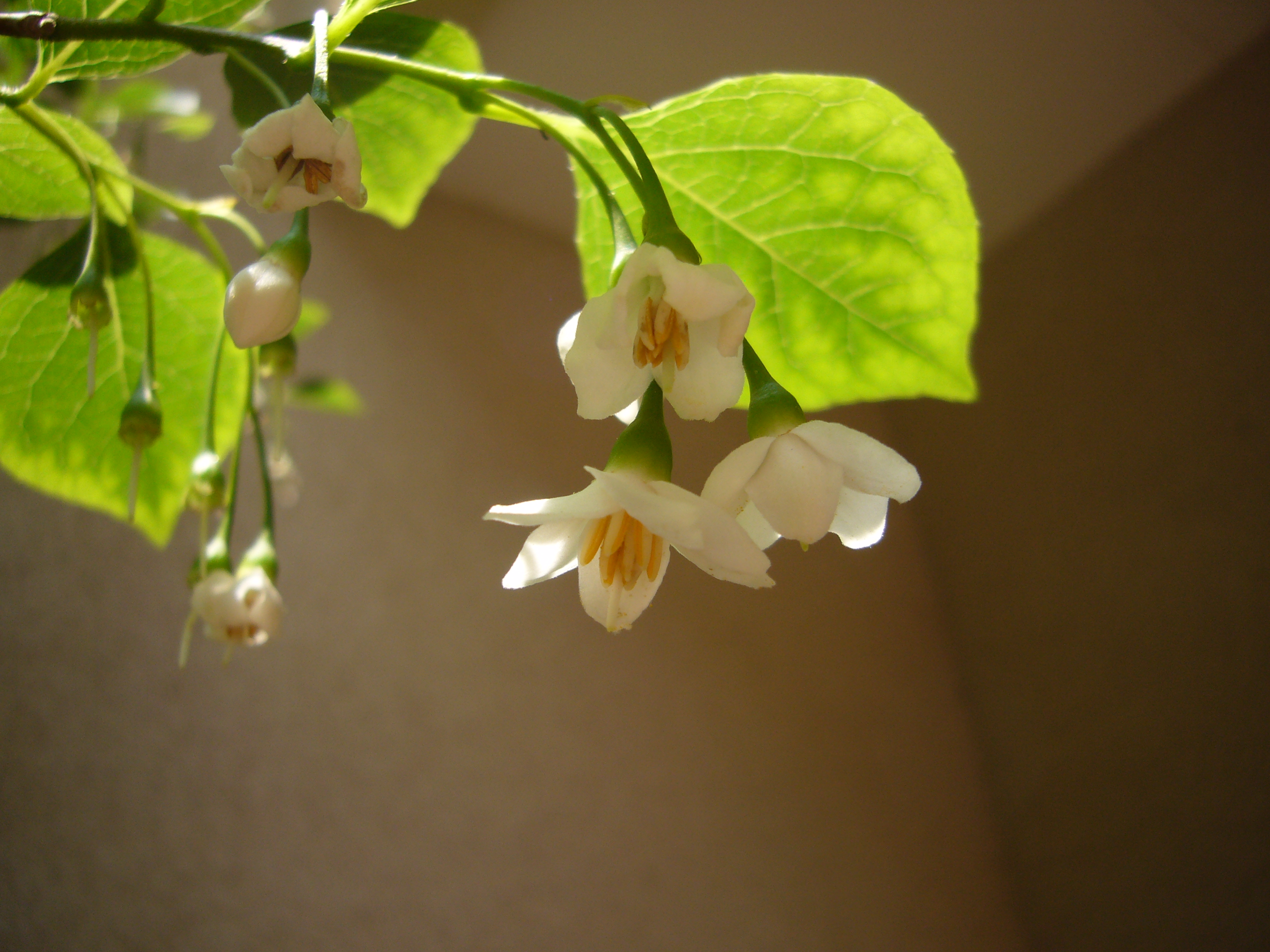
Blüten von Styrax japonicus

### Blütenstände und Blüten
Die Blüten stehen meist in vermeintlich endständigen oder deutlich seitenständigen, rispigen oder traubigen Blütenständen, selten auch in kompakten Büscheln zusammen oder stehen manchmal einzeln. Es sind keine Hochblätter vorhanden.
Die radiärsymmetrischen, meist zwittrigen und nicht besonders großen Blüten sind vier- oder meist fünfzählig meist mit doppelten Perianth. Der Blütenbecher (Hypanthium) ist mit der Fruchtknotenwand in unterschiedlichen Höhen verwachsen und ist länger als Kelchblätter aber niedriger als die Kron- und Staubblätter. Es sind meist vier bis fünf (null oder zwei bis neun) Kelchblätter vorhanden, die deutlich miteinander glocken- bis becherförmig verwachsen, manchmal sind kaum Kelchzähne zu erkennen. Die meist vier bis fünf, selten bis zu acht, meist weißen Kronblätter sind nur am Grunde ein wenig miteinander verwachsen, nur bei der Gattung Bruinsmia vollkommen frei. Staubblätter sind in der Regel doppelt, selten bis zu viermal so viele oder selten nur gleich viele wie Kronblätter vorhanden; sie sind mit den Kronblättern nur an ihrer Basis oder bis höchstens zur Hälfte ihrer Länge verwachsen und wirken wie in einem einzigen Kreis stehend. Der gedrungene Staubfaden geht mehr oder weniger in den Staubbeutel ohne klare Abgrenzung über. Meist zwei bis vier, selten fünf Fruchtblätter sind zu einem halb- bis vollkommen unterständigen Fruchtknoten verwachsen. In jedem Fruchtknotenfach befinden sich wenige bis nur eine aufrechte oder hängende, anatrope, uni- oder bitegmische, tenuinucellate Samenanlagen. Der Griffel endet in einer kopfigen oder zwei- bis fünflappigen Narbe.

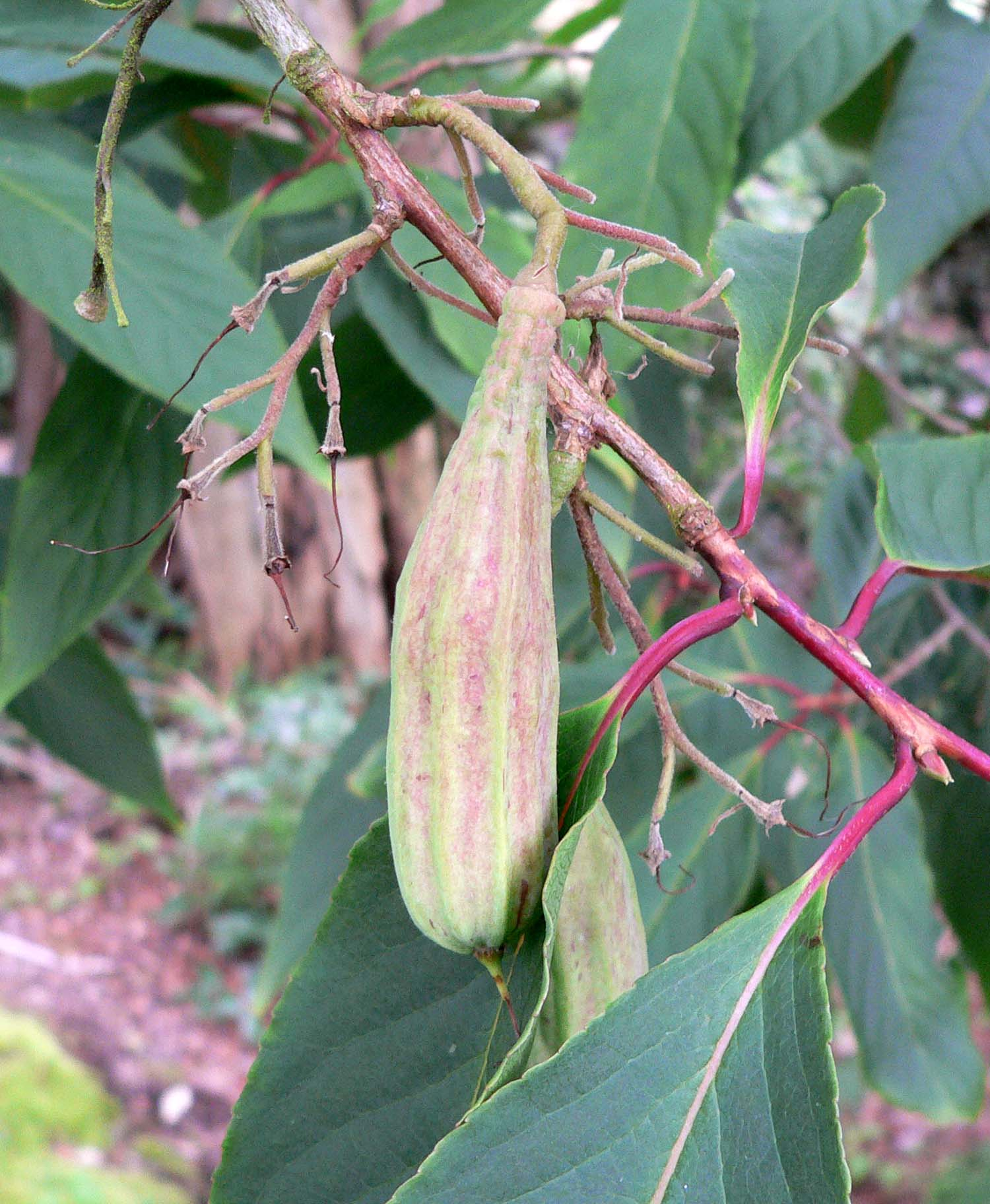
Frucht von Rehderodendron macrocarpum

### Früchte und Samen
Früchte können meist lokulizidale Kapselfrüchte, selten Steinfrüchte, oder auch, manchmal geflügelte Nussfrüchte sein. Obwohl der Fruchtknoten aus drei bis fünf Fruchtblättern besteht, und die Frucht im unteren Teil auch entsprechend unterteilt ist, enthalten die Früchte selten mehr als ein oder zwei, bis vier Samen (selten bis zu 50). Die braunen Samen sind oft ellipsoid bis kugelig. Bei einigen (Beispiel: Alniphyllum) Gattungen sind die Samen flach und geflügelt oder stark gerippt. Das reichliche Endosperm ist ölhaltig. Der Embryo ist gerade oder leicht gekrümmt.

### Inhaltsstoffe und Chromosomenzahlen
Sie enthalten Saponine und die Flavonole Kaempferol und Quercetin. Die Chromosomengrundzahl beträgt n = 8.

## Verbreitung
Der Ursprung der Styracaceae liegt in Eurasien. Die frühesten bekannten Fossilien, die der Familie der Styracaceae zugeordnet werden, stammen aus dem frühen Eozän. Fossilfunde bezeugen die frühere weite Verbreitung in einem geschlossenen Areal. Die Ausbreitung nach Nordamerika erfolgte erst später. Das heutige disjunkte Areal erstreckt sich auf allen Reliktgebieten (Refugien) der Tertiären Mischwälder auf der Nordhalbkugel. Auf dem europäischen Festland sind bis auf die im Mittelmeergebiet vorkommende Styrax officinalis alle Arten ausgestorben.
Diese Familie besitzt heute zwei Hauptentfaltungszentren (Zentren der Artenvielfalt): Zum einen kommen viele Arten in den Tropen Südamerikas und nach Norden bis Mexiko vor (Neotropis). Zum anderen findet sich rund die Hälfte der Arten in Ostasien und Südostasien. Insbesondere in den chinesischen Laubwaldgebieten findet sich eine größere Anzahl endemischer Arten, die erst Anfang des 20. Jahrhunderts beschrieben worden sind (beispielsweise aus den kleinen Gattungen Sinojackia, Melliodendron und Rehderodendron). Die Familie hat also ein disjunktes Areal. Einzelne Arten findet man auch in warm-gemäßigten bis tropischen Gebieten der Neuen Welt und von Kleinasien bis zum Mittelmeergebiet. Keine Arten kommen auf den Philippinen, Australien, im zentralen Pazifikraum und in Afrika vor. Die früher hier eingeordneten afrikanischen Taxa werden heute in andere Familien eingeordnet. In China findet man zehn, zwei davon nur dort, Gattungen und etwa 54 Arten, von denen 32 nur dort vorkommen.

## Systematik
Der Familienname Styracaceae wurde 1821 von Augustin-Pyrame de Candolle und Kurt Polycarp Joachim Sprengel in Elem. Philos. Pl., 140 erstveröffentlicht. Typusgattung ist Styrax L. Ein Synonym für Styracaceae DC. & Spreng. ist Halesiaceae D.Don . Diese Familie wurde früher der Ordnung der Ebenales Engler zugerechnet und wird heute in die Ericales eingeordnet.

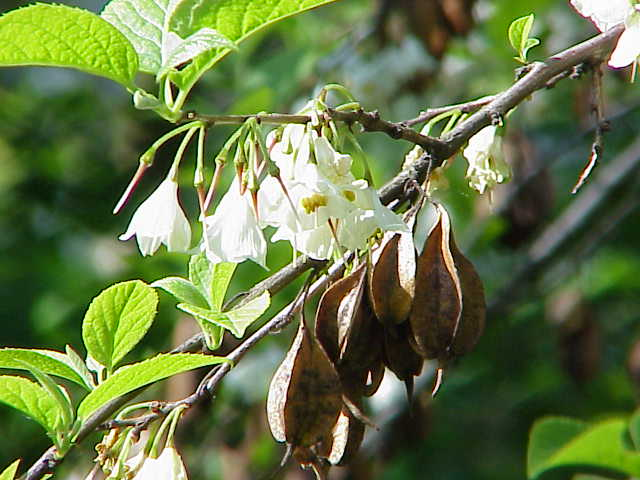
Blüten- und Fruchtstand des Carolina-Schneeglöckchenbaumes (Halesia carolina)

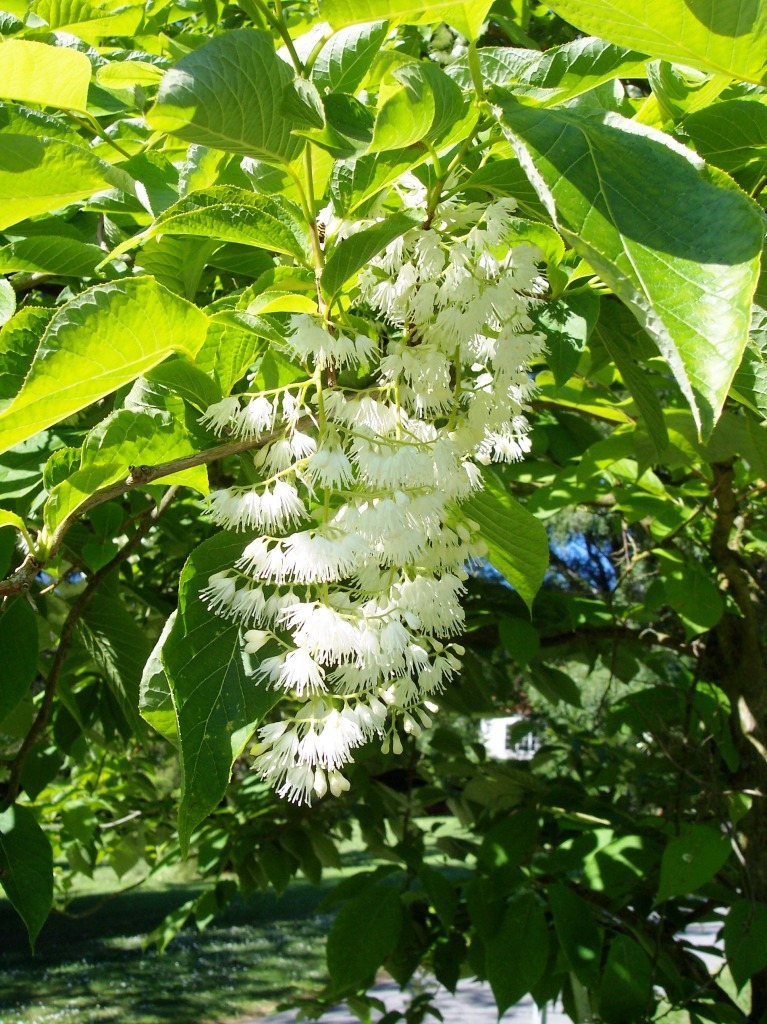
Blütenstand von Pterostyrax hispidus

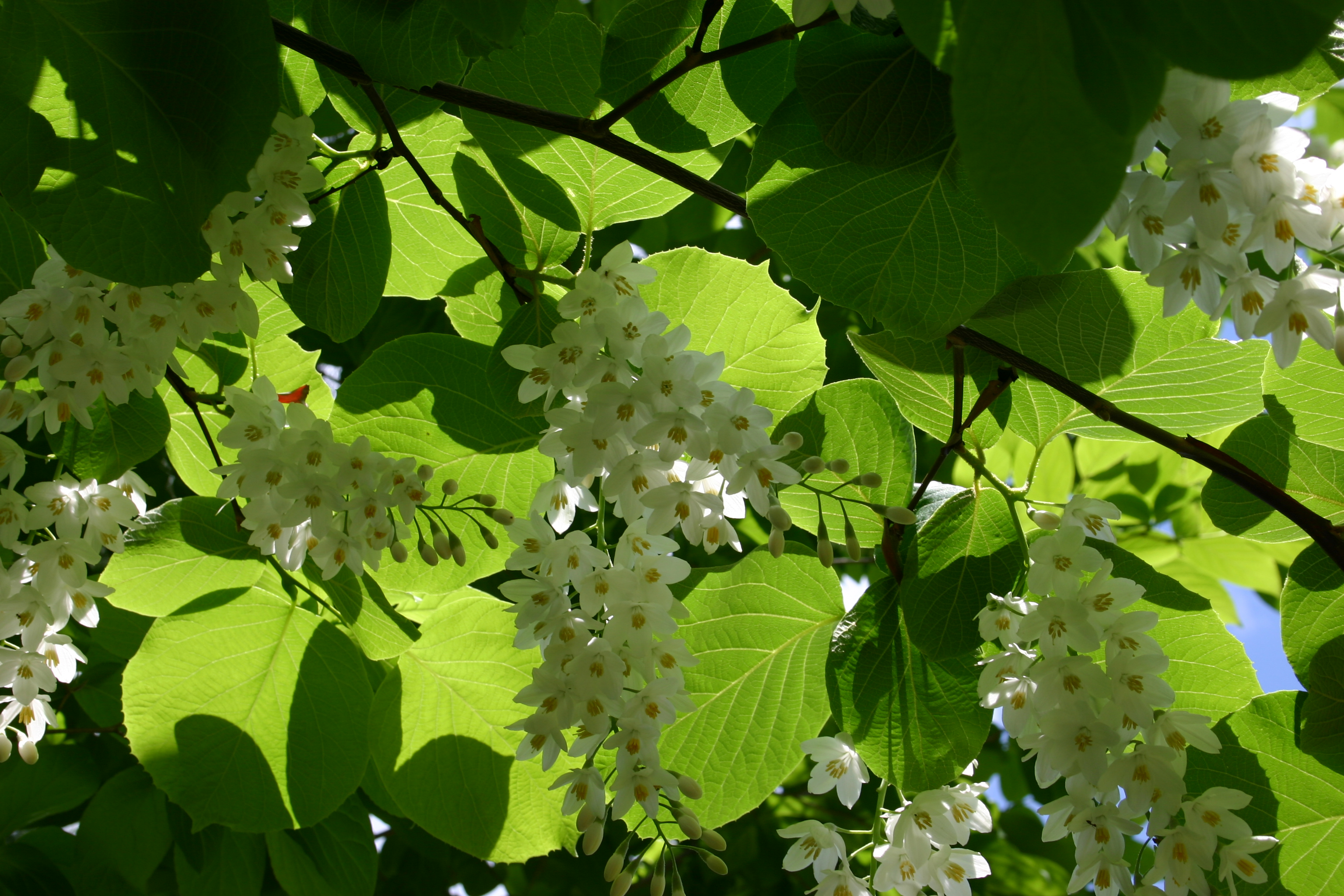
Blühender Styrax obassia

Die Familie besteht aus elf Gattungen mit etwa 150 bis 180 Arten:
- Alniphyllum Matsum.: Mit drei Arten in Südostasien und südlichen China.
- Bruinsmia Boer. & Koord.: Mit nur zwei Arten vom südlichen bis südöstlichen Asien bis Malaysia.
- Changiostyrax C.T.Chen: Mit der einzigen Art:
  - Changiostyrax dolichocarpa (C.J.Qi) C.T.Chen (Syn.: Sinojackia dolichocarpa C.J.Qi). Sie ist ein Endemit in Gebüschen an Berghängen oder entlang von Flussläufen in Höhenlagen zwischen 400 und 500 Metern nur in Shimen Xian in der Provinz Hunan im östlichen China.[2]
- Schneeglöckchenbäume (Halesia J.Ellis ex L.): Mit drei (früher bis fünf) Arten. Sie besitzt ein disjunktes Areal mit zwei Arten in den südöstlichen USA und einer Art im östlichen China. Eine auch manchmal Maiglöckchenbaum genannte Art (Halesia carolina L.) wird wegen ihrer schönen hängenden weißen Blüten als Zierpflanze in Parks und Gärten gepflanzt.
- Huodendron Rehder: Mit etwa vier Arten im östlichen Asien.
- Melliodendron Hand.-Mazz.: Mit der einzigen Art:
  - Melliodendron xylocarpum Handel-Mazzetti: Diese Art kommt nur im östlichen China in Fukien, nördlichen Guangdong, nordwestlichen Guangxi, Guizhou, Hunan, Jiangxi, südlichen Sichuan und südöstlichen Yunnan in Höhenlagen zwischen 600 und 1500 Meter vor.
- Parastyrax W.W.Sm.: Mit nur zwei Arten im südwestlichen China und Myanmar.
- Flügelstoraxbäume (Pterostyrax Siebold & Zucc.): Mit etwa vier Arten im östlichen Asien. Mit filigranen weißen Blüten in hängenden traubigen Blütenständen, wegen derer zwei der vier Arten manchmal als Ziergehölze gepflanzt werden, aber etwas in Vergessenheit geraten sind. Die Früchte sind ledrig und die Samen stark geflügelt.
  - Pterostyrax hispidus Siebold & Zucc.: Aus Japan.
- Rehderodendron Hu: Mit etwa fünf Arten im südwestlichen China, Vietnam und Myanmar.
- Sinojackia Hu: Mit etwa vier bis acht Arten nur in China. Eine Art wurde in eine neue Gattung Changiostyrax gestellt.
- Storaxbäume (Styrax L.): Inklusive der Arten der früheren Gattungen Anthostyrax Pierre, Foveolaria Ruiz & Pav. und Pamphilia Mart. ex A.DC.[3] Mit etwa 120 bis 150 Arten die artenreichste (80 % der Arten) Gattung der Familie und ist auch auf dem größten Teil des Gesamtverbreitungsgebietes dieser Familie mit Arten vertreten. Viele Arten kommen in Südamerika, fünf Arten in Nordamerika, 31 Arten in China vor. Unter den Arten der Storaxbaum (Styrax officinalis), aus dem bis ins 18. Jahrhundert das Storaxharz gewonnen wurde, das in Räucherwerken oder in Parfums verwendet wurde. Außerdem der Benzoeharzbaum (Styrax benzoin) und der Siam-Benzoeharzbaum (Styrax tonkinensis), die ebenfalls wohlriechende Harze liefern.